# Kunstverein Hannover
La Kunstverein Hannover è una Kunstverein (associazione artistica), che ha sede alla Künstlerhaus ad Hannover, in Germania. Ogni anno vengono organizzate dalle cinque alle otto mostre di arte contemporanea.

## Storia
La Kunstverein Hannover fu fondata il 3 marzo 1832. I fondatori furono dai cittadini Bernhard Hausmann e Johann Hermann Detmold.
Hausmann fondò l'associazione in un circolo di borghesi amanti dell'arte "nel locale della Pinacoteca Hausmann". Lo scopo era quello di "ravvivare e diffondere il senso delle belle arti che si sta felicemente diffondendo nel nostro Paese". Già nel 1818 Hausmann aveva reso accessibile al pubblico aristocratico e borghese la propria collezione nelle sue stanze private.
Oggi l'associazione conta 1200 membri.

## Descrizione
In quanto associazione registrata, il "Kunstverein" prende decisioni in base al suo statuto nelle assemblee generali, attraverso il consiglio di amministrazione e il comitato consultivo. L'assemblea generale elegge i membri del consiglio di amministrazione e del comitato consultivo e decide i principi per la distribuzione dei doni annuali e della quota associativa. Il Consiglio ha il compito di dirigere il lavoro dell'Associazione; è consigliato dal Consiglio consultivo. Il Consiglio consultivo è composto da 15 persone, di cui almeno cinque devono essere artisti visivi. Il comitato consultivo consiglia i direttori su questioni artistiche e deve essere consultato prima che il consiglio prenda decisioni importanti. Le elezioni durano tre anni e lo statuto rivisto del 1973 prevede che ogni anno vengano eletti cinque membri, con la distinzione che, pur essendo possibile la rielezione, dopo la scadenza del mandato è richiesto un mandato di un anno.

## Direttori
- dal 2022 – Christoph Platz-Gallus
- 2014–2022 - Kathleen Rahn
- 2008-2014 - René Zechlin
- 2001–2008 – Stephan Berg
- 1990–2001 – Eckhard Schneider
- 1976–1990 – Katrin Sello
- 1972–1975 – Helmut R. Leppien
- 1969–1972 – Manfred de la Motte
- 1966–1966 – Rudolf Jüdes

## Mostre (elenco parziale)
| - 1834: Rudolf Wiegmann - 1873: Marie Wiegmann: Vornehme englische Dame aus dem 15. Jahrhundert - 1925: Hans Mertens - 1926: Erich Wegner - 1926: Ernst Thoms - 1926: Grethe Jürgens - 1926: Gerta Overbeck - 1926: Karl Rüter - 1940: Carl Wiederhold - 1948: Walter Klose - 1949: Heimar Fischer-Gaaden - 1950: Rudolf Kügler: Berliner Neue Gruppe - 1954: Erhart Mitzlaff - 1959: Peter Brüning: Die neue Generation - 1964: Herbert Kitzel - 1964: Ulrich Behl - 1968: Ludwig Gabriel Schrieber - 1970: Markus Prachensky - 1973: Jörg Immendorff - 1973: KP Brehmer: Kunst im politischen Kampf. Aufforderung - Anspruch - Wirklichkeit - 1976: Fritz Koch - 1979–1980: Otto Müller: Kunst aus der DDR, Bezirk Halle - 1980: Joachim Schmettau - 1980: Jochen Zellmann - 1983: Bernd-Wolf Dettelbach - 1984: Rainer Mang: Zwischen Malerei und Plastik - 1984: Anna Susanne Jahn - 1984: Florian Borkenhagen: Neutronensturm - 1984: Cäsar W. Radetzky: Deutsche Landschaft heute - 1985: Rainer Langfeldt - 1988: Miriam Cahn: Lesen in Staub - 1988: Josef Wittlich - 1989: Marianne Werefkin - 1995: Michael Ruetz | - 1996: Guillaume Bijl - 1997: Christiane Möbus: Laute und leise Stücke - 1997: Axel Hütte - 1998: Walter Stöhrer - 1998: Tony Oursler: Videotapes, Dummies, Drawings, Photographs, Viruses, Heads, Eyes, & CD-Rom - 1998: Douglas Gordon - 1999: Marc Quinn - 2001: Stephan Huber: 7,5 Zi.-Whg. f. Künstler, 49 J. - 2002: Kara Walker: For the Benefit of all the Races of Mankind - 2003: Lois und Franziska Weinberger - 2003: Hannes Malte Mahler: Die Büchse knallt im Deutschen Wald - 2003: Janet Cardiff: On Stage - 2004: Leni Hoffmann: beautiful one day — perfect the next - 2004: Ulli Lust: Berlin-Helmholtzplatz 1998 + 2004 - 2004: Dierk Schmidt: Tauchfahrten - Zeichnung als Reportage - 2004: Monika Baer - 2005: Georg Herold - 2005: Gregory Crewdson: 1985-2005 - 2005: Yingmei Duan: PLATTFORM #2 - 2005: Georg Herold - 2006: Jonathan Monk: yesterday today tomorrow etc. - 2006: Ralf Tekaat: Heimspiel - 83. Herbstausstellung - 2006: Marcel van Eeden: Celia - 2006: John M. Armleder: Too Much Is Not Enough - 2006: Anarchistische GummiZelle: Blind Date 06 - 2006: Jörg Sasse - 2007: Andreas Hofer: Made in Germany - 2007: Beate Gütschow: Made in Germany - 2007: Julie Mehretu: Black City - 2007: Mark Manders - 2008: Leigh Bowery - 2008: Omer Fast - 2009: Friedrich Kunath: Home wasn't built in a day - senza data: Klaus Kröger |